# Парк Стенлі
Стенлі-парк (англ. Stanley Park) — міський парк у Ванкувері, Канада. Парк розташований на північному березі міста Ванкувера у центрі міста. Парк займає 1001 акр (404,9 га), що на 10% більше за Центральний парк у Нью-Йорку та вдвічі менше за Річмонд-парк у Лондоні, Англія. Парк відкритий у 1888 році, названий на честь Фредеріка Артура Стенлі, 6-го Генерал-губернатора Канади.
У цьому природному парку розкинулися прогулянкові стежки, в тому числі стежка завдовжки 8,8 км, яка оточує парк, штучні озера та ставки, спортивні майданчики і поля. Парк також має пташиний заповідник (англ. sanctuary). Щороку парк відвідують 8 мільйонів людей.
Організація «Project for Public Spaces» визнала Стенлі-парк 16-м найкращим парком у світі і шостим найкращим парком у Північній Америці.

## Галерея

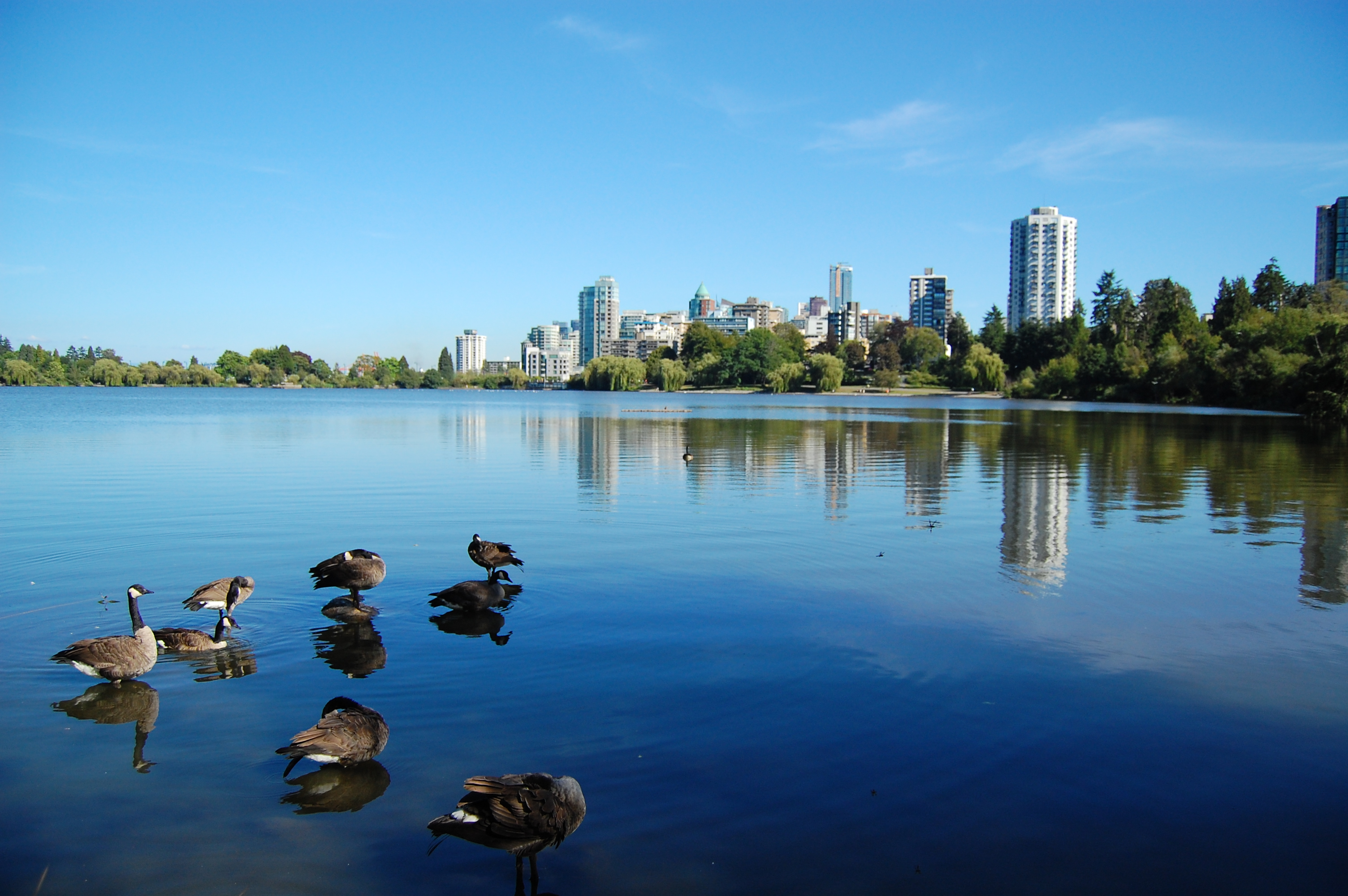
«Втрачена Лагуна»
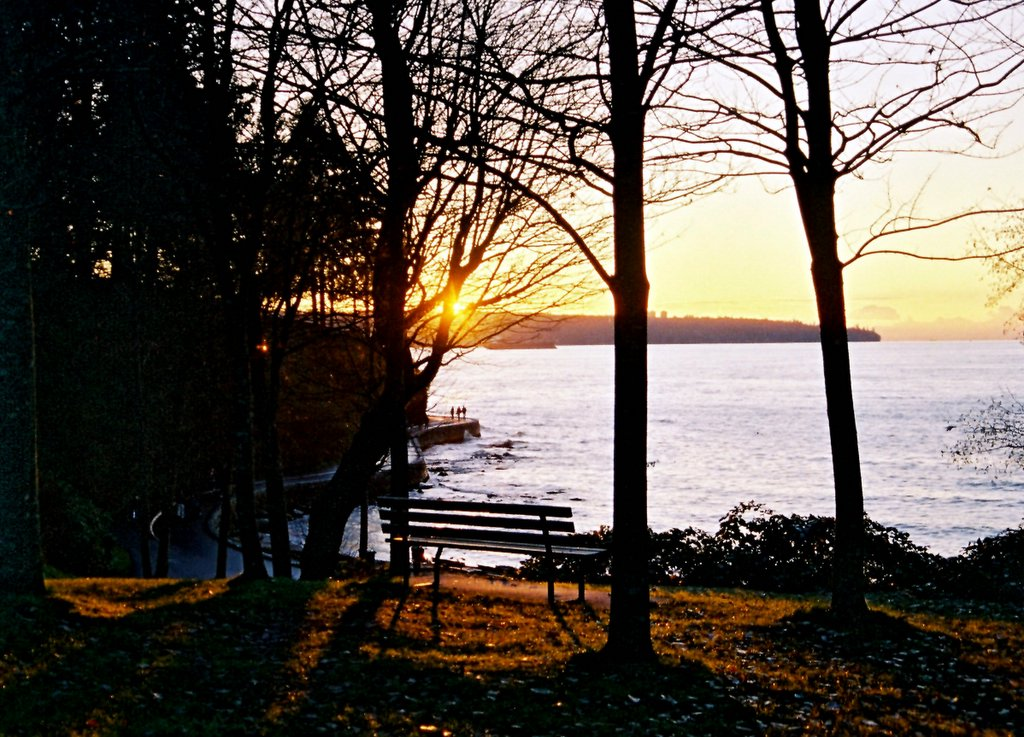
Захід сонця в парку Стенлі
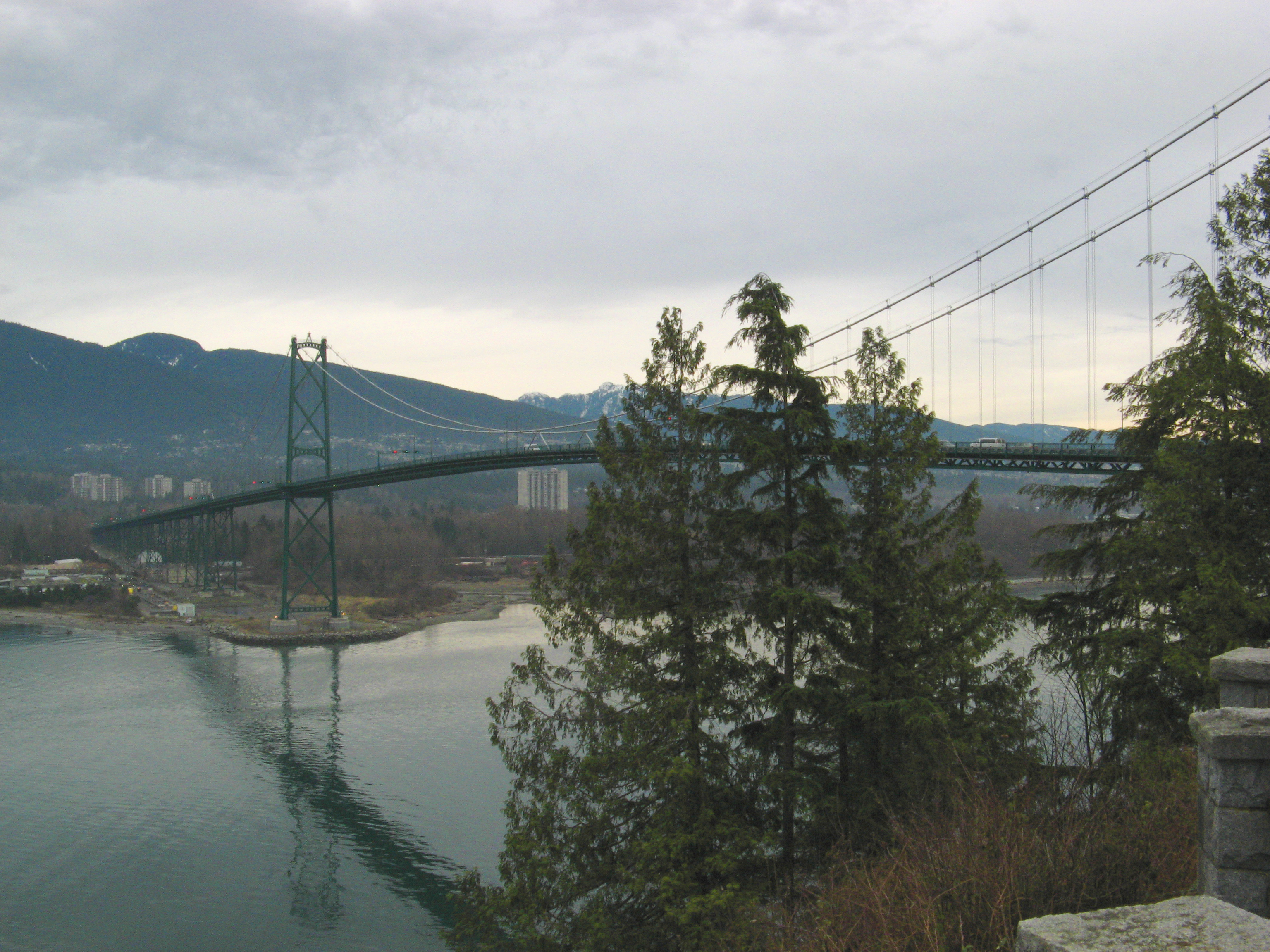
Міст «Ворота Лева» (Лайонс-Гейт)